# Gordon Willis
Pour les articles homonymes, voir Willis.
Gordon Willis, né le 28 mai 1931 à New York et mort le 18 mai 2014 , est un directeur de la photographie américain.
Chef opérateur emblématique des années 1970 et du Nouvel Hollywood, reconnu pour son éclairage sombre de films comme Le Parrain et sa collaboration avec Woody Allen (Manhattan, Annie Hall), il a influencé une génération d'opérateurs comme Darius Khondji. Gordon Willis est aussi connu pour son association avec les réalisateurs Alan J. Pakula et James Bridges.
Selon un sondage réalisé par l'International Cinematographers Guild, il fait partie des chefs opérateurs qui se sont révélés « les plus influents depuis la naissance du cinéma ».

## Biographie
Né dans le Queens à New York, d'un père créateur de masques chez la Warner, Gordon Willis passe son enfance dans les salles de cinéma. Il commence une carrière de photographe et cadreur pour l'US Air Force 12 ans durant, où il réalise de nombreux documentaires.
Willis travaille ensuite dans une agence de publicité de New York, où il rencontrera Michael Chapman. 
En 1970, il réalise pour la première fois la lumière d'un long métrage, End of the Road. En 1972, son travail sur Le Parrain de Francis Ford Coppola est salué par la profession et la critique. Il devient un des chefs opérateurs les plus prolifiques du Nouvel Hollywood avec, outre la série des Parrain, Klute (1971), Les Hommes du président (1976) d'Alan J. Pakula ou Bad Company de Robert Benton.
En 1977, il entame avec Annie Hall une collaboration avec Woody Allen. Ils travailleront ensemble sur 8 films jusqu'en 1985. Par la suite, Allen aura du mal à trouver la même osmose avec ses chefs opérateurs.
En 1980, Willis réalise son propre film : Fenêtres sur New York (Windows). Le film est un flop : Gordon Willis est même nommé pour un Razzie Award du « pire réalisateur ».
La carrière de Gordon Willis ralentit à partir des années 1990 : il ne tourne que deux films durant cette décennie, ainsi que quelques publicités.
Il a obtenu deux nominations aux Oscars, pour avoir recréé la photographie des années 1920 dans Zelig (1983) de Woody Allen et pour Le Parrain 3 (1990). En 2009, il a reçu un Oscar d'honneur.

## «Le Prince des Ténèbres»
Willis est réputé pour sa photographie très sombre, qui lui vaudra le surnom de « Prince des Ténèbres » par son ami Conrad L. Hall. Par exemple, Willis n'éclaire pas constamment les yeux de son acteur, souvent dans l'ombre à cause d'une source zénithale, mais il demande à celui-ci d'attraper la lumière pour la « bonne réplique ». Willis est également connu pour sa préférence à filmer durant les « heures magiques », les première et dernière heures du Soleil, imprégnant l'atmosphère d'une lueur dorée. Avec ses teintes orangées, Willis installe une lumière nostalgique pour les séquences du jeune Vito Corleone dans Le Parrain 2 - beaucoup de films copièrent ce procédé pour décrire l'Amérique d'avant la Seconde Guerre mondiale.
Parmi les légendes qui courent autour du Parrain, l'une rapporte que Willis a jeté une caméra 35mm avec son magasin d'un pont, après une dispute avec son réalisateur Francis Ford Coppola.

## Filmographie
- 1970 : End of the Road d'Aram Avakian
- 1970 : Loving d'Irvin Kershner
- 1970 : Le Propriétaire (The Landlord) de Hal Ashby
- 1970 : The People Next Door de David Greene
- 1971 : Little Murders d'Alan Arkin
- 1971 : Klute d'Alan J. Pakula
- 1972 : Le Parrain (The Godfather) de Francis Ford Coppola
- 1972 : Bad Company de Robert Benton
- 1972 : Up the Sandbox d'Irvin Kershner
- 1973 : La Chasse aux diplômes de James Bridges
- 1974 : À cause d'un assassinat (The Paralax View) d'Alan J. Pakula
- 1974 : Le Parrain 2 (The Godfather : Part II) de Francis Ford Coppola
- 1975 : La Toile d'araignée (The Drowning Pool) de Stuart Rosenberg
- 1976 : Les Hommes du président (All the President's Men) d'Alan J. Pakula
- 1977 : Annie Hall de Woody Allen
- 1977 : September 30, 1955 de James Bridges
- 1978 : Intérieurs (Interiors) de Woody Allen
- 1978 : Le Souffle de la tempête (Comes a Horseman) d'Alan J. Pakula
- 1979 : Manhattan de Woody Allen
- 1980 : Fenêtres sur New York (Windows) (réalisation et photographie)
- 1980 : Stardust Memories de Woody Allen
- 1981 : Tout l'or du ciel (Pennies from Heaven) de Herbert Ross
- 1982 : Comédie érotique d'une nuit d'été (A Midsummer Night's Sex Comedy) de Woody Allen
- 1983 : Zelig de Woody Allen
- 1984 : The Lost Honor of Kathryn Beck de Simon Langton (TV)
- 1984 : Broadway Danny Rose de Woody Allen
- 1985 : La Rose pourpre du Caire (The Purple Rose of Cairo) de Woody Allen
- 1985 : Perfect de James Bridges
- 1986 : La Foire aux malheurs (The Money Pitt) de Richard Benjamin
- 1987 : Le Dragueur (The Pick-up Artist) de James Toback
- 1988 : Les Feux de la nuit (Bright Lights, Big City ) de James Bridges
- 1990 : Présumé innocent (Presumed Innocent) d'Alan J. Pakula
- 1990 : Le Parrain 3 (The Godfather Part III) de Francis Ford Coppola
- 1993 : Malice de Harold Becker
- 1997 : Ennemis rapprochés (The Devil's Own) d'Alan J. Pakula

## Sources
- (en) Cet article est partiellement ou en totalité issu de l’article de Wikipédia en anglais intitulé « Gordon Willis » (voir la liste des auteurs).

- (de) Cet article est partiellement ou en totalité issu de l’article de Wikipédia en allemand intitulé « Gordon Willis » (voir la liste des auteurs).